# Mal Fitch
William Malcolm „Mal“ Fitch (* 9. Dezember 1926 in Dennison, Ohio; † 18. Februar 2022) war ein US-amerikanischer Jazz- und Unterhaltungsmusiker (Piano, Gesang).

## Leben und Wirken
Fitch lernte als Kind zunächst Geige; mit 13 Jahren – beeinflusst durch die Swing-Bands der Ära – beschloss er, seine erste 11-köpfige Band namens „The Barons of Rhythm“ zu gründen, die bei Schulbällen auftrat. Er absolvierte die Lakewood High School in Cleveland und besuchte das Bethany College in West Virginia. Nachdem er sich ab den 1940er-Jahren als Pianist und Sänger betätigt hatte, leistete er 1946–48 den Militärdienst ab, während dem er in Fort Mead eine Militär-Band leitete. Danach arbeitete er als musikalischer Leiter der Vokalgruppe Crew Cuts und zog anschließend in den Südwesten der USA. 1949 legte er gemeinsam mit Betty Fitch den Song „It's Time to Dream Again“ (Mood Records) vor.
Bereits 1955, während seiner Zeit der Arbeit mit den Crew Cuts, nahm Fitch unter eigenem Namen eine LP für das Label EmArcy Records auf, Mal Fitch, begleitet von Sam "The Man" Taylor, Al Hall und Cliff Leeman. Das Album enthielt Pop- und Jazzstandards der Zeit wie „Everytime We Say Goodbye“, „Lucky to Be Me“, „Time After Time“, „The More I See You“ und „There Will Never Be Another You“. Die positive Resonanz der Kritik, u. a. von Leonard Feather, bewog ihn, eine Karriere als Solist zu verfolgen. Ein zeitgenössischer Artikel der Dallas Morning News bezeichnete Mal Fitch als “The most promising new act of 1956.”
In dieser Phase nahm Fitch weiteres Material auf, das erst 2006 unter dem Titel Mal/Content auf dem lokalen Label 90th Floor erschien, entstanden in Dallas mit Claude Guinn (Bass) und Banks Dimon (Schlagzeug). Ansonsten leitete er in Dallas lange Jahre ein Tanzorchester, mit dem er bis in die 1980er-Jahre in Hotels auftrat und die LP Mal Fitch Orchestra Live (Century Records) einspielte.